# Henryk Cieszkowski (pisarz)
Henryk Cieszkowski herbu Dołęga (ur. 29 czerwca 1808 w Bortnowie, zm. 1 stycznia 1873 w Warszawie) – pisarz epoki romantyzmu.

## Życiorys

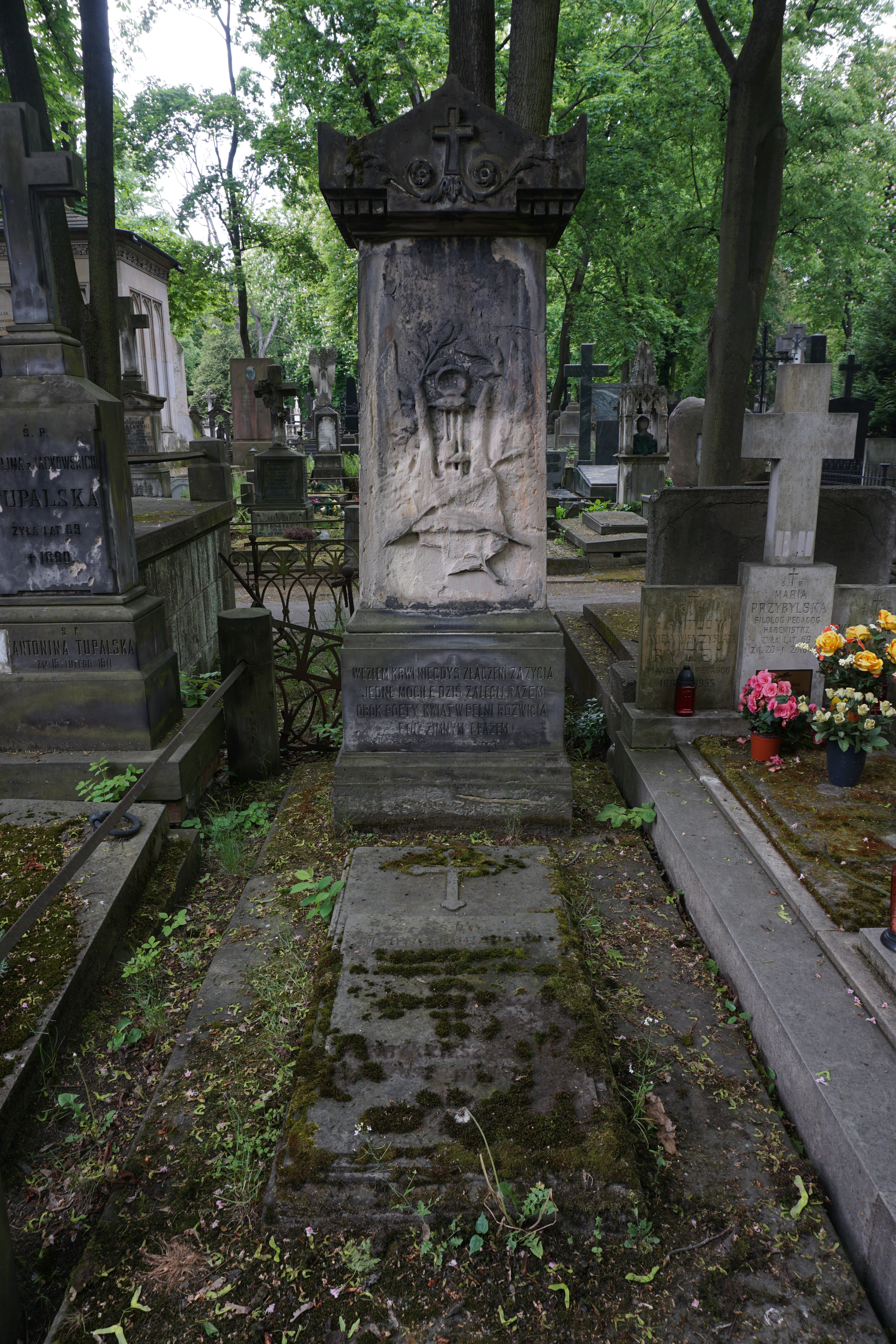
Grób Henryka Cieszkowskiego na cmentarzu Powązkowskim

Pochodził ze starej szlachty, osiadłej m.in. na Wołyniu i w Poznańskiem, był synem Kajetana, właściciela majątku rodzinnego w Bortnowie, i Marianny z Rastawieckich. Pierwsze nauki pobierał w Liceum Krzemienieckim, potem rodzice wysłali go do Liceum Warszawskiego, gdzie już uczęszczał jego kuzyn Edward Rastawiecki. W Liceum Cieszkowski stworzył wraz z Dominikiem Magnuszewskim, Stefanem Garczyńskim i paroma innymi kolegami kółko literackie, do którego spoza kręgów uczelni należeli także Antoni Malczewski i Stefan Witwicki.
Po ukończeniu Liceum Cieszkowski praktykował w Hrubieszowie w urzędzie powiatowym, po czym powrócił do rodzinnego Bortnowa. W Warszawie zjawił się dokładnie w dniu wybuchu powstania listopadowego, 29 listopada 1830, i natychmiast przyłączył się do niego jako szeregowiec gwardii narodowej. Podczas szturmu Paskiewicza na Warszawę 8 września 1831 służył w artylerii. Po klęsce powstania udał się na Wołyń, gdzie przez następne 18 lat gospodarował rodzinnym majątkiem. Do Warszawy powrócił w roku 1849 i pozostał tam do śmierci, poświęcając się wyłącznie produkcji literackiej i umieszczając liczne wiersze i nowele w różnych czasopismach. Rodziny nie założył.
Został pochowany na cmentarzu Powązkowskim w Warszawie (kwatera 18-5-21).
Niektórzy przypisują mu tytuł hrabiowski, co nie jest poprawne, bowiem było tylko dwóch hrabiów Cieszkowskich (tytuł nadany przez papieża Piusa IX w 1850, potwierdzony w Prusach w roku 1854), ostatnim był August, senator II RP, syn sławnego Augusta Cieszkowskiego, któremu tytuł został nadany.

## Dzieła
- Wianek cierniowy (zbiór wierszy), 1852
- Świat i dusza (powieść), 1852
- Postępowi (powieść), 1854
- Studia historyczne nad rewolucją francuską (1 – 3, tłumaczenie francuskiej publikacji Feliksa Czackiego), 1862
- Notatki z mojego życia (wspomnienia), Poznań 1873